# Wachruszewo (obwód nowosybirski)
Wachruszewo (ros. Вахрушево) – wieś (dieriewnia) w Rosji, w obwodzie nowosybirskim, w rejonie koczeniowskim. W 2010 liczyła 269 mieszkańców.